# Paris by Night (album de Patrick Juvet)
Pour les articles homonymes, voir Paris by Night.
Albums de Patrick Juvet
Mort ou vif
(1976) Got A Feeling - I Love America
(1978)
Paris by Night est un album studio de Patrick Juvet, publié chez Barclay, en 1977. 
Il a été certifié disque d'or l'année de sa sortie pour plus de 100 000 exemplaires vendus.

## Liste des titres
1. Où sont les femmes ? (6:15)
2. Paris by Night (11:45)
3. Pas assez de toi (4:00)
4. Jessica (3:20)
5. Les Bleus au cœur (3:40)
6. Le Fantôme d'Hollywood (3:50)
7. Megalomania (chant) (2:25)
8. Megalomania (instrumental) (3:10)

## Crédits
- Paroles, producteur et arrangements : Jean-Michel Jarre
- Musique, chant et piano : Patrick Juvet
- Basses : Henry Davis, Scott Edward
- Batteries : Ed Greene, James Gadson, Jim Gordon
- Ingénieurs : Jean-Pierre Janiaud, Jerry Hudjins, Ron Malo
- Guitares : Lee Ritenour, Ray Parker
- Percussion : Gary Coleman
- Piano, clavinet, piano électrique : Sonny Burke
- Saxophones : Ernie Watts, Jim Horn
- Cordes : K. Schaeffer
- Synthétiseur : Michael G. Boddicker
- Synthétiseur Moog – Georges Rodi